# Servando Portillo Díaz
Rafael Servando Portillo Díaz (Témoris, Chihuahua; 1951) es un político mexicano, miembro del Partido Revolucionario Institucional. Ha sido diputado federal.
Servando Portillo Díaz es Profesor de Educación Primaria egresado del Instituto Federal de Capacitación del Magisterio, en 1971 fue elegido Presidente Municipal de Guazapares, iniciando su carrera política que lo llevó a ser Secretario General de la Liga de Comunidades Agrarias-Confederación Nacional Campesina en Chihuahua de 1978 a 1983, diputado al Congreso de Chihuahua y electo diputado federal a la LII Legislatura de 1982 a 1985 por el IX Distrito Electoral Federal de Chihuahua.
Ha sido titular de varias secretarías en los comités ejecutivos nacionales de la Confederación Nacional Campesina encabezados por Beatriz Paredes Rangel y Heladio Ramírez López, y delegado del PRI en varios estados de la república; durante 2010 fue coordinador general de la campaña de César Duarte Jáquez a la gubernatura de Chihuahua, y al tomar posesión como gobernador el 4 de octubre del mismo año lo designó titular de la Secretaría de Desarrollo Urbano y Ecología del estado, y permaneció en el cargo hasta el 14 de diciembre de 2011 en que pasó a desempeñarse como Secretario de Fomento Social.